# Museo de Historia Natural de la Prefectura de Kanagawa
El Museo de Historia Natural de la Prefectura de Kanagawa (en japonés: 神奈川県立生命の星・地球博物館) es un museo de historia natural de la ciudad de Odawara en la Prefectura de Kanagawa, Japón. Fue fundado en 1995. Se trata de un conjunto de instalaciones para investigación, exhibición y educación sobre el mundo natural.  Está ubicado en Hakone, un conocido punto turístico, dada la abundancia de centro turísticos y Onsen (manantiales japoneses de aguas termales). El museo tiene exhibiciones y colecciones acerca del sistema solar, historia del planeta Tierra, evolución de la vida, biodiversidad y naturaleza de la Bahía de Sagami hasta el volcán de Hakone.